# Mielichhoferia boliviana
Mielichhoferia boliviana là một loài rêu trong họ Bryaceae. Loài này được Schimp. ex Müll. Hal. mô tả khoa học đầu tiên năm 1897.